# Свайный мост

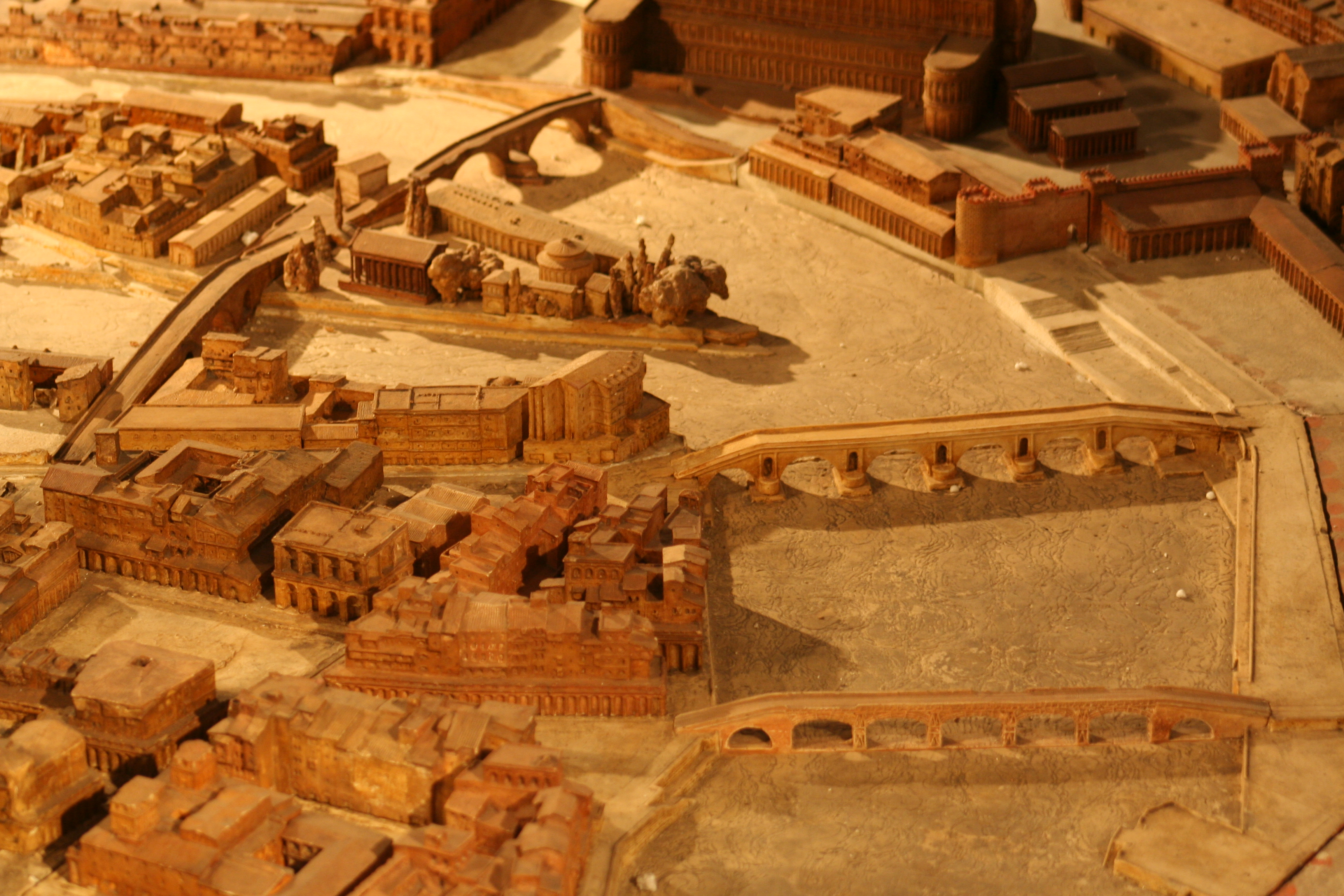
Свайный мост — первый справа (нижний) на макете центра Рима.

Сва́йный мост (лат. Pons sublicius) — в Риме первый, о котором до нас дошли сведения, возведённый в городе мост. Был сооружён через реку Тибр, между Бычьим форумом (местность Велабр) и Трастевере четвёртым римским царем, Анком Марцием (625 год до н. э.).
Согласно описаниям римских историков, при строительстве не использовались ни гвозди, ни какие-либо другие железные скрепления; для связи частей моста между собой употреблялись исключительно деревянные нагели. Много раз разрушавшийся, последний раз в 69 году, всегда быстро восстанавливался в прежней, деревянной конструкции.